# Szoldobágy
Szoldobágy település Romániában, Bihar megyében.

## Fekvése
Bihar megyében, Margittától keletre, Papfalva és Berettyódéda között fekvő település.

## Története
Nevét a 14. század második felében már említette nevét a Chartulárium, mint püspöki birtokot.
Az 1800-as évek első felében birtokosaként gróf Kunn Gergelyné Beck Annamáriát írták.
Borovszky az 1900-as évek elején írta a településről:"A Berettyó völgyében, a margitta-szilágysomlyói vasútvonal mentén fekvő kisközség, görög keleti vallású, oláh lakosokkal. Házainak száma 83, lakosaié 475. Postája, távírója és vasúti állomása Bályok."
Szoldobágy a trianoni békeszerződés előtt Bihar vármegye Margittai járásához tartozott.

## Nevezetességek
- Görög keleti temploma.

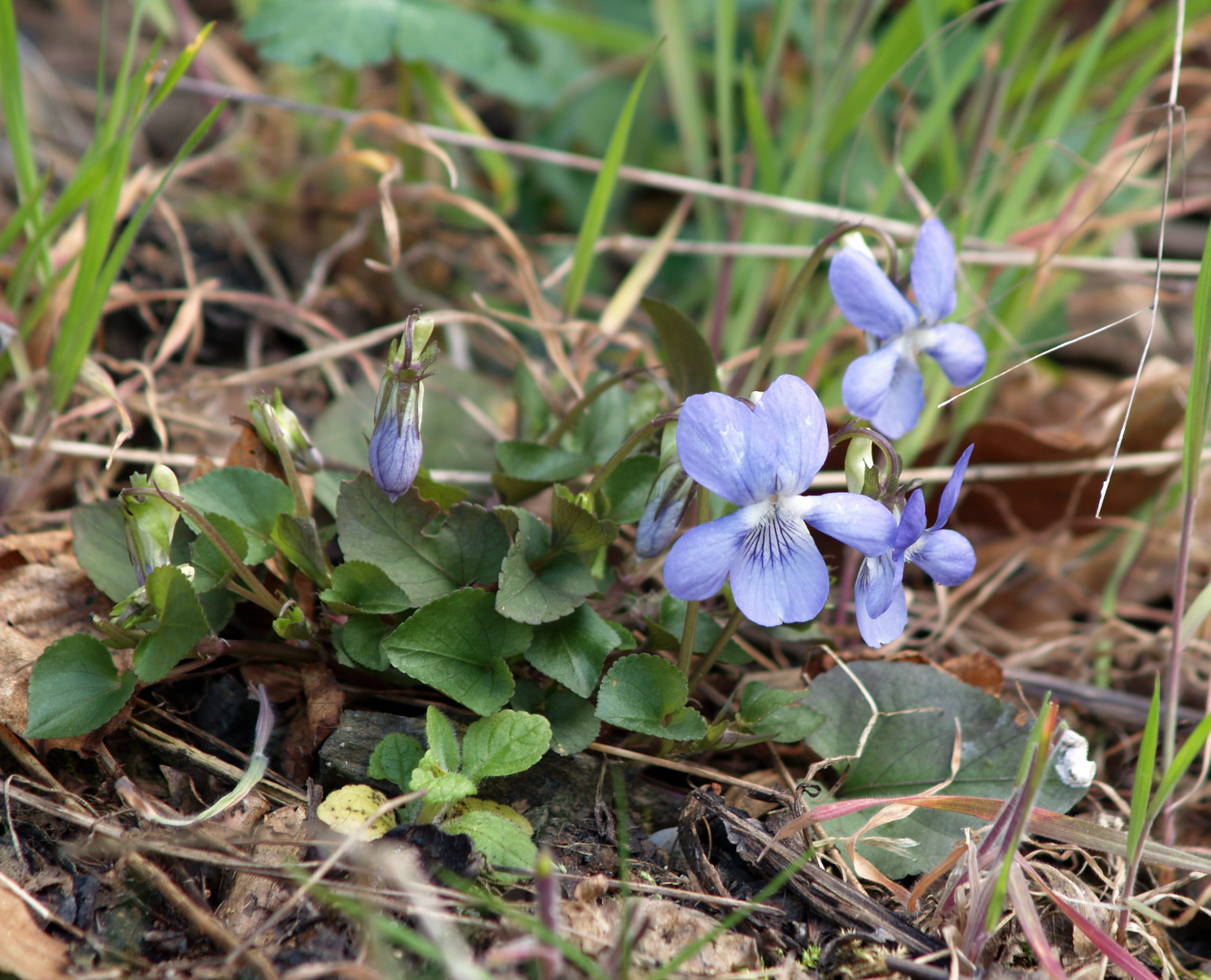
A nagyvirágú ibolya (Viola riviniana)

- Nagyvirágú ibolya (Viola riviniana) – A szoldobágyi erdő növényritkasága.